# The Phantom in the House
The Phantom in the House est un film américain pré-Code parlant réalisé par Phil Rosen, sorti en 1929.
Une version muette a été produite pour les salles de cinéma qui n'étaient pas encore équipées pour les films parlants.

## Synopsis
Peggy Milburn, désireuse d'aider son mari, Boyd, un inventeur en difficulté, se rend à l'appartement de Roger Stanwick, un riche célibataire, pour demander son aide ; quand il se rend compte qu'elle ne lui offre que son amitié et tente de la dominer, elle le tue ; et pour le bien de leur enfant, Boyd prend la responsabilité du crime, étant découvert près du corps, et est condamné à la réclusion à perpétuité. À sa sortie après 15 ans de prison, il persuade sa fille de se marier par amour et pas pour l'argent.

## Fiche technique
- Réalisation : Phil Rosen
- Scénario : Arthur Hoerl, d'après un roman d'Andrew Soutar (en)
- Producteur : Trem Carr
- Genre : Mélodrame[1], mystère, thriller[3]
- Photographie : Herbert Kirkpatrick
- Musique : Maceo Pinkard, Abner Silver
- Production : Trem Carr Productions
- Distributeur : Continental Talking Pictures
- Durée : 64 minutes
- Date de sortie : 1er décembre 1929

## Distribution
- Ricardo Cortez : Paul Wallis
- Nancy Welford : Dorothy Milburn
- Henry B. Walthall : Boyd Milburn
- Grace Valentine : Peggy Milburn
- Jack Curtis : "Biffer" Bill
- Thomas A. Curran : Juge Thompson
- John Beck
- John Elliott : Policier
- Larry Steers
- Henry Roquemore